# ساكوراكاي

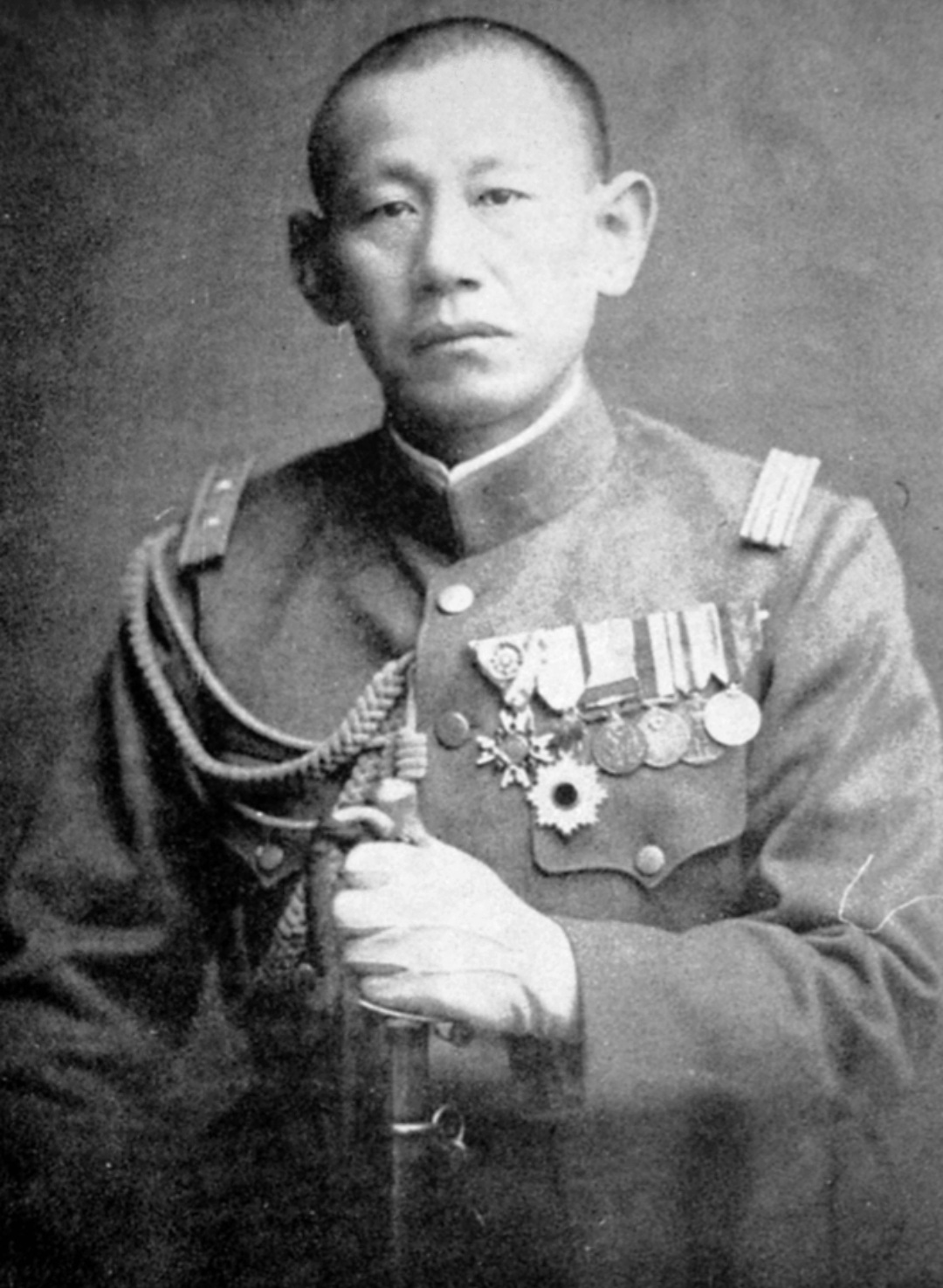
المقدم هاشيموتو، مؤسس ساكوراكاي

ساكوراكاي، أو جمعية أزهار الكرز (بالكانجي: 桜会)، كانت جمعية سرية قومية متطرفة أسسها ضباط شباب داخل الجيش الإمبراطوري الياباني في سبتمبر 1930، بهدف إعادة تنظيم الدولة على أسس عسكرية شمولية من خلال انقلاب عسكري، إذا لزم الأمر. كان هدفها المعلن هو استعراش شووا، والتي ادعوا أنها ستعيد الإمبراطور شووا إلى مكانه الصحيح، خاليًا من السياسة الحزبية والبيروقراطيين الأشرار في دكتاتورية عسكرية جديدة. كما دافعوا عن الاشتراكية الحكومية، وفقًا للنموذج الذي اقترحه كيتا إيكي.
كان ساكوراكاي بقيادة المقدم كينجورو هاشيموتو من الجيش الإمبراطوري الياباني، رئيس القسم الروسي في هيئة الأركان العامة للجيش الإمبراطوري الياباني، والكابتن إيسامو تشو. بدأت الجمعية بحوالي عشرة أعضاء من الضباط الميدانيين العاملين في هيئة الأركان العامة للجيش، وتم توسيعها لتشمل ضباطًا من الدرجة الفوجية ودرجة الكتائب. زاد عدد أعضائها إلى أكثر من 50 بحلول فبراير 1931 وربما وصل إلى عدة مئات بحلول أكتوبر 1931.  وكان أحد القادة البارزين هو كونياكي كويسو، رئيس وزراء اليابان المستقبلي. عقد أعضاء ساكوراكاي اجتماعاتهم في الدوجو، بقيادة مؤسس الأيكيدو، موريهي أوشيبا، في مقر ديانة أوموتو في أيابي. 
سعت مجموعة ساكورا إلى الإصلاح السياسي: القضاء على حكومة الحزب من خلال انقلاب عسكري وتأسيس حكومة جديدة تقوم على الاشتراكية الحكومية، من أجل القضاء على الفساد السياسي والاقتصادي والفكري المزعوم في اليابان.

في عام 1931، حاولت عناصر ساكوراكاي والعناصر المدنية المتطرفة الإطاحة بالحكومة مرتين (حادثة مارس وحادثة الألوان الإمبراطورية). مع اعتقال قيادتها بعد حادثة الألوان الإمبراطورية، تم حل ساكوراكاي.

## ملحوظات
1. ↑  James L. McClain, Japan: A Modern History p 414 (ردمك 0-393-04156-5)
2. ↑  James L. McClain, Japan: A Modern History p 415 (ردمك 0-393-04156-5)
3. ↑  Beasley, The Rise of Modern Japan [بحاجة لرقم الصفحة]
4. ↑  "A provocative interview with Morihei Ueshiba – Aikido Journal" (بالإنجليزية الأمريكية). 28 Mar 2019. Retrieved 2024-11-06.
5. ↑  "Archived copy". مؤرشف من الأصل في 2006-08-28. اطلع عليه بتاريخ 2006-11-26.{{استشهاد ويب}}:  صيانة الاستشهاد: الأرشيف كعنوان (link)